# 杨亚达
杨亚达（1956年—），安徽安庆人，汉族，中华人民共和国政治人物、第十二届全国人民代表大会安徽地区代表。
毕业于南京大学企业管理专业。担任安徽工业大学管理学院院长。2008年起担任全国人大代表。2013年，被选为全国人大代表。